# Горзвин
Горзвин (укр. Горзвин) — село в Торчинской поселковой общине Луцкого района Волынской области Украины.
Код КОАТУУ — 0722880603. Население по переписи 2001 года составляет 296 человек. Почтовый индекс — 45641. Телефонный код — 332. Занимает площадь 9,6 км².